# Château du Marais
El Château du Marais es un castillo francés situado en el municipio de Val-Saint-Germain, cerca de Saint-Chéron, en la antigua provincia de Hurepoix, ahora el departamento de Essonne y la región de Île-de-France, treinta y seis kilómetros suroeste de París. Está construido en el territorio del actual municipio de Val-Saint-Germain, a orillas del río Rémarde que alimenta la cuenca del parque.
Construido por el arquitecto Jean-Benoît-Vincent Barré para Jean Le Maître de La Martinière, Tesorero General de Artillería e Ingeniería, se considera uno de los ejemplos más notables de un castillo de estilo Luis XVI en la región de París.
Perteneció sucesivamente a las familias de Noailles, Castellane, Talleyrand-Périgord, Pourtalès y Frotier de Bagneux. Fue comprado por Daniel Křetínský en junio de 2022.

## Arquitectura
El actual castillo se construyó en el extremo oriental de la plataforma rodeada de acequias que constituían el patio principal del antiguo castillo. Los ángulos noroeste y suroeste de esta plataforma tienen dos pequeños pabellones que se sitúan en el solar de los que ya debían limitar este patio.
El edificio principal, de doble profundidad, está construido sobre planta rectangular. El juego de cubiertas y ligeros huecos de la fachada sugieren los volúmenes tradicionales del castillo del siglo XVIII: un cuerpo de vanguardia central de cinco vanos y un cuerpo de vanguardia lateral de un solo vano.
La fachada del patio, la más interesante, incluye en su parte central un pórtico compuesto por cuatro columnas dóricas de orden colosal, rematado por un ático rematado por un frontón y una cúpula cuadrada cuyo diseño está tomado del del Pavillon de l'Horloge du lumbrera Esta disposición sorprende por sus proporciones, aunque sus diversos componentes están atestiguados en otros edificios anteriores.
En la fachada del jardín, las columnas se reemplazan por pilastras de orden compuesto y la cúpula cuadrada por un techo de pabellón plano, dando un aspecto mucho más clásico.
Al norte del castillo, una plataforma sostiene las dependencias. Los edificios antiguos aquí se han conservado, pero modernizados y unificados. En el ángulo noroeste se conserva el antiguo palomar . Un puente que cruza el foso conecta las dependencias con el castillo.
El parque, que había sido transformado a un estilo inglés a principios del siglo XIX, fue recreado por Achille Duchêne entre 1903 y 1906 para Boniface de Castellane. El gran estanque, ampliación de un antiguo canal, es alimentado por el Rémarde (un afluente del Orge). Al este, Duchêne diseñó parterres à la française en una plataforma rodeada de zanjas de agua.
El castillo de finales del siglo XVIII, que conserva, entre otras cosas, muebles raros de Luis XVI estampados con su sello original, sus jardines formales, el museo Talleyrand, el museo Chateaubriand y el invernadero ya no están abiertos a los visitantes.
En el siglo XII, los monjes de la abadía de Vaux-de-Cernay habían limpiado los bosques y drenado los pantanos. El primer señor del lugar fue Jean de Saint-Germain en 1282. La familia Saint-Germain estaba aliada a la familia Saint-Yon.

### Familia Hurault
Una ley de 1397 menciona un señorío feudal del que no se sabe nada.
En el siglo XV los dos señoríos pertenecían a la misma familia. Cuando Antoine de Vigeais heredó de su padre Jean, las casas estaban en ruinas y los campesinos habían desaparecido. Restableció el orden en la finca y construyó el segundo Château du Marais. Anteriormente existió un castillo fortificado perteneciente a la familia Hurault.

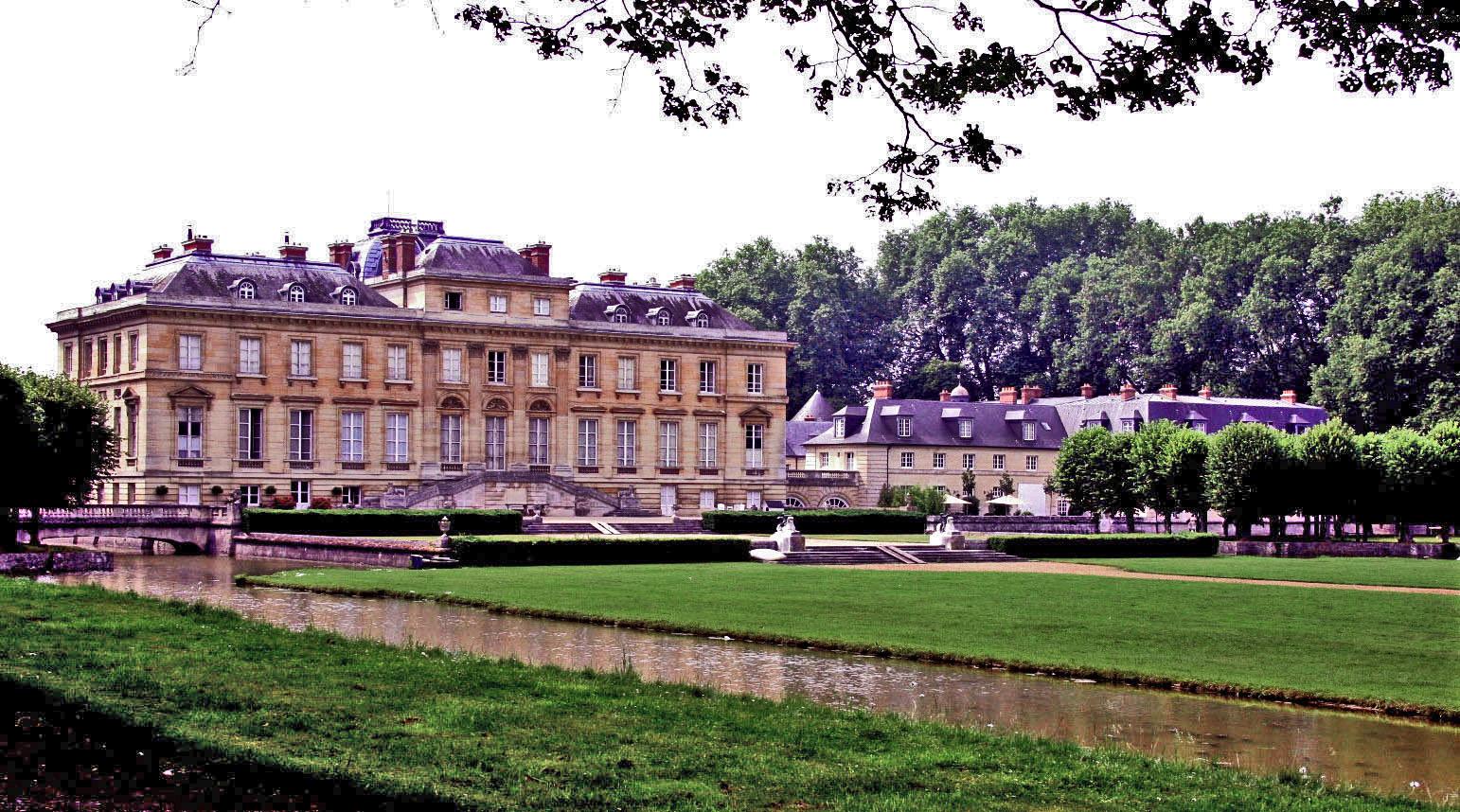
(classé Monument Historique, clasificado como monumento histórico)

Boni de Castellane escribe en sus memorias que "Uno de los lugares donde mejor se aplican los principios constructivos del equilibrio es el Château du Marais. Rochecotte después de la muerte de mi abuela  poblaron el castillo y le dieron el aire habitado.
Un inventario de 1507 describe un edificio sin importancia que fue comprado en 1516 por Jean Hurault, consejero del parlamento de París, que lo hizo ampliar y plantó el parque. El dominio permaneció en esta familia hasta 1706.
Alrededor de 1620 fue construido por Louis Hurault, señor del Marais, un tercer castillo compuesto por un gran edificio principal precedido por un vasto patio con dos pabellones cuadrados de entrada, todos accesibles por un puente de piedra que cruza fosos llenos de agua blanca e insertados en un parque.
Este parque incluía macizos de flores, arboledas, avenidas, un gran estanque y un canal.
Todo lo que queda de esta residencia hoy en día son las dependencias, que se han transformado en un museo.

### Los Lemaîtres y sus descendientes
En 1706, la finca fue adquirida por Pierre Henry Lemaître, quien llevó a cabo importantes reparaciones, probablemente empleando a su arquitecto, François Debias-Aubry.
El 5 de septiembre de 1767, sus herederos lo vendieron por más de seiscientas mil libras a Jean Le Maître de La Martinière, tesorero general de Artillería e Ingeniería de 1758 a 1774, enriqueciéndose considerablemente « en el comercio de lienzos con Flandes.
La escritura de adquisición dice que La tierra del Marais tiene un castillo muy hermoso construido en estilo moderno, que consta de un gran edificio principal entre el patio y el jardín. Sin embargo, Le Maître hizo demoler el edificio en 1772 para hacer construir un nuevo castillo por el arquitecto Jean-Benoît-Vincent Barré, obra realizada entre 1772 y 1779 " para estar seguro de tener algo nuevo », el nuevo propietario llegó a destruir los materiales del derribo de la antigua residencia. La importancia de la obra, las considerables sumas gastadas, el esplendor de la construcción asombraron a los contemporáneos, como el Marqués de Bombelles que anotó en su Diario : « Un hombre que toda su vida había permanecido en medio de una gran fortuna, sumamente modesto, de pronto se dejó llevar por la construcción de un castillo que pudiera bastar a un príncipe de sangre real. Barré [...] s'est emparé de la confiance de M. Le Maître et lui a élevé des édifices dont la dépense passe, dit-on, de beaucoup la somme de deux millions.
Entre otros valiosos muebles modernos, La Martinière colocó una rara cómoda con decoración de inspiración china estampada por Roger Vandercruse dit Lacroix y Jean-Baptiste Leleu, que se vendió por 4.215.500 francos en París el 17 de junio de 1994, apareció en su inventario después de su muerte en abril de 1783 y permaneció allí hasta el siglo siguiente.
Su sobrina, Adélaïde Prévost por su matrimonio M la Contesse de La Briche, cuñada por su marido de la Contesse d'Epinay, y la Condesa d'Houdetot, no se convirtió en propietaria de la hacienda hasta en 1785, después de negociar con los coherederos, y recibió allí a hombres de letras y políticos: Florian que lo conoció en Monsieur Savalette de Lange (el cuñado del presidente d'Hornoy) o en Madame d'Houdetot antes de 1785, que será asiduo en las estancias de septiembre entre 1786 y 1793. Mantuvieron correspondencia durante este período.
A su muerte en 1844, su herencia fue recogida por su hija, Carolina, esposa del conde Molé, que murió en 1845, luego por su hija, Clotilde Molé, marquesa de La Ferté-Meun. Apasionado de las flores, este último embellece el parque del Marais instalando allí un jardín de floristería. Murió en el Marais en 1872 y su marido en 1884.
La herencia pasó a su sobrina, Clotilde de La Ferté-Meun, esposa en 1851 de Jules Charles Victurnien de Noailles, 4 Duque de Ayen y luego 7 Duque de Noailles . También heredera del Château de Champlatreux y del de La Roche Millay, la duquesa de Noailles puso entonces en venta el Château du Marais.

### Anna Gould y sus descendientes
En 1897, le fue comprado por el conde Boniface de Castellane (conocido como Boni) esposo desde 1895 de la rica heredera americana Anna Gould. Boni de Castellane luego hizo que el arquitecto paisajista Achille Duchêne dibujara los notables jardines franceses.
Después de su divorcio el 5 de noviembre de 1906, Anna Gould se quedó con el castillo y se volvió a casar con Hélie de Talleyrand-Périgord, príncipe de Sagan, descendiente de Archambaud de Talleyrand-Périgord, hermano menor de Charles-Maurice de Talleyrand, clérigo, diplomático y estadista bajo el Primer Imperio y la Restauración. Hélie de Talleyrand-Périgord era prima del. marido de Anna Gould.
En 1914 se equipó un baño con paredes revestidas de cerámica de la casa Gentil et Bourdet (antiguos alumnos de Victor Laloux) creada en 1901 en Boulogne-sur-Seine.
El castillo pasó luego a su hija, Violette de Talleyrand-Périgord, que se casó con el conde James de Pourtalès en 1937, y luego en marzo de 1969 con Gaston Palieski. El 26 de marzo de 1965, la finca fue catalogada parcialmente como monumento histórico.
Gaston Palieski instaló un museo en las dependencias del castillo. En 1983-1984, el castillo fue objeto de un procedimiento de recuperación por parte de los servicios fiscales. El valor imponible del inmueble, monumento histórico, se ha reducido considerablemente en la declaración del impuesto sobre las grandes fortunas. Gaston Palieski intervino entonces ante el presidente François Mitterrand y consiguió que este tipo de inmuebles quedaran exentos del IGF en el futuro.
A su muerte, la herencia pasó a su hija, Anna de Pourtalès (madame Frotier de Bagneux), y su hijo menor, el conde Charles-Maurice de Pourtalès.
El castillo se había vuelto demasiado pesado para mantener, las familias Frotier de Bagneux y Pourtalès, propietarias de la finca durante más de un siglo, tuvieron que vender el castillo hace varios años.

### Daniel Kretinsky
En junio de 2022, el multimillonario checo Daniel Křetínský lo adquirió, considerado uno de los edificios de estilo Luis XVI más bellos de Francia, por un importe de 43 millones de euros. Esta operación se llevó a cabo en conjunto con Jiří Šmejc, otro empresario checo.
El ayuntamiento de Val-Saint-Germain, aunque disponía de un derecho de tanteo, no quiso hacer uso de él.
El proyecto de los dos multimillonarios es convertir esta finca histórica en un hotel de lujo, mediante la renovación total del interior del castillo, mediante obras previstas para durar al menos 4 años. También quieren desarrollar actividades ecuestres en el parque de cuarenta hectáreas. Estos proyectos deberán respetar el Código del Patrimonio, ya que el castillo, parte del parque arbolado y todos los cuerpos de agua están clasificados como monumentos históricos. Por lo tanto, la propiedad estará cerrada al público en el futuro.

## En la cultura popular
El castillo se utilizó como escenario en la serie producida y emitida por Netflix La revolución.

## Huéspedes famosos
- Jean-Pierre Claris de Florian
- Charles Maurice de Talleyrand
- Charles Augustin Sainte-Beuve
- Prosper Mérimée
- François-René de Chateaubriand
- Arthur Wellesley de Wellington
- Gaston Palieski (1901-1984), exjefe de Estado Mayor, luego Ministro del general de Gaulle y presidente del Consejo Constitucional, murió en el Château du Marais

### Iconografía
- Château du Marais, Litografía de Charles Motte según Léon Auguste Asselineau, 17,5 × 27  , Vallée-aux-Loups, Casa de Chateaubriand .

### Enlace externo
- Site du château.

- Datos: Q2971734
- Multimedia: Château du Marais / Q2971734